# Мендес да Коста, Мауриц Беньямин
Мауриц Беньямин Мендес да Коста (нидерл. Maurits Benjamin Mendes da Costa; 16 мая 1851, Амстердам — 18 августа 1938, Амстердам) — нидерландский филолог-классик.

## Биография
Потомок евреев, бежавших в Нидерланды из Испании в XVII веке. Окончил амстердамский Атенеум, отказавшись от продолжения образования, поскольку необходимость зарабатывать на жизнь заставила его самому давать частные уроки. Преподавал также в Атенеуме, с 1891 г. работал в библиотеке Амстердамского университета, занимаясь преимущественно отделом рукописей. Наиболее известен как автор (совместно с Яном ван Леувеном) популярных учебных пособий, — прежде всего, «Аттическая морфология» (нидерл. Attische Vormleer; 1880, 11-е издание 1932) и «Стилистика гомеровского стиха» (нидерл. Het taaleigen der Homerische gedichten; 1883, 9-е издание 1929). В 1895 г. завершил работу над «Нидерландским театральным каталогом» (нидерл. Tooneel-catalogus Nederland) Франсуа Мехлера (1860—1903). В 1898 г. получил от Амстердамского университета, по предложению С. А. Набера, докторскую степень honoris causa.
Одновременно занимался литературой и театром. В 1880-е гг. входил в молодёжную литературную группировку «Фланор», стоявшую у истоков влиятельного журнала «Новый вожатый» (De Nieuwe Gids). Как театральный режиссёр ставил трагедии Софокла и «Привидение» Плавта (последнюю — в собственном переводе, 1892); несмотря на то, что постановки были осуществлены силами самодеятельных актёров, они имели определённый резонанс, поскольку античная драматургия в это время почти не попадала на сцену. Написал три собственные пьесы, одна из которых — инсценировка романа Ж. Оне «Графиня Сара». Позднее опубликовал книгу «Театральные воспоминания» (нидерл. Tooneelherinneringen; 1900, 3-е издание 1929), изобилующую редкими фотографиями и наблюдениями за нидерландской театральной жизнью рубежа веков.